# Martin Gimm
Martin Gimm (* 25. Mai 1930 in Waltershausen) ist ein deutscher Sinologe.

## Leben
Bevor er an den Universitäten Jena und Leipzig sowie an der Freien Universität Berlin Musikwissenschaften, Sinologie, Tibetisch, Mongolisch, Japanisch sowie zuvor Philosophie und Orientalistik studierte, war er von 1943 bis 1949 in seiner Heimatstadt als Organist und Pianist tätig. Seine Chinesisch-Studien begann er an der Universität Jena bei Fritz Blomeyer und Ferdinand Hestermann und setzte diese an den Universitäten Leipzig bei Eduard Erkes und FU Berlin bei Walter Fuchs sowie Karl Heinrich Menges und kurzzeitig bei Bernhard Karlgren in Schweden und Shigeo Kishibe in Tokyo fort. Als Leiter des Deutschen Kulturzentrums dozierte er zwischen 1959 und 1963 an der Universität Taipeh und studierte Manjurisch u. a. bei Kuang Lu (Guanglu, Kunggur) und Puru (Pu Xinyu). Er war Associate Professor an drei chinesischen Universitäten und erhielt eine Ehrenurkunde des chinesischen Erziehungsministers. Nach seiner Habilitation im Jahr 1969 wirkte er von 1970 bis 1996 als Universitätsprofessor für Sinologie nebst Manjuristik an der Universität zu Köln und nach seiner Emeritierung zeitweise als Lehrbeauftragter für Manjuristik an der Universität München. 1998 entdeckte er im Thüringischen Staatsarchiv auf Schloss Altenburg die als verschollen geltende erste deutsche Übersetzung des chinesischen Sittenromanes Jin Ping Mei von Hans Conon von der Gabelentz von 1862 bis 1869. Sie wurde von ihm bearbeitet und herausgegeben (Berlin, Staatsbibliothek, Teile I-X, 2005–2013); Neuausg. Wiesbaden (Harrassowitz) 2024.
I. J. 2019 wurde er mit dem PIAC Prize for Altaic Studies ausgezeichnet.

## Schriften (Auswahl)

### Als Autor
- Das Yüeh-fu tsa-lu des Tuan An-chieh. Studien zur Geschichte von Musik, Schauspiel und Tanz der T'ang Dynastie. Wiesbaden, Harrassowitz, 1966. Asiatische Forschungen 19.
- Die kaiserliche Ku-wen-Anthologie Ku-wen yüan-chien (Guwen yuanjian). Bd. 1–3, Harrassowitz, Wiesbaden 1969, 1995.
- Das Buch in China. In: Liber Librorum, 5000 Jahre Buchkunst, Genf, Weber, 1972, auch engl. und französ. Ausg.
- China. In: Ludwig Finscher (Hrsg.): Die Musik in Geschichte und Gegenwart. Sachteil 2, S. 695–755. Bärenreiter-Verlag, (zweite, neubearbeitete Ausgabe), Kassel, sowie weitere ca. 90 Artikel im Sach- und Personenteil (darunter: Glocken, Notation, Pipa, Qin, Musiktheater).
- mit Hatto Kuhn: Dr. Franz Kuhn (1884–1961), Lebensbeschreibung und Bibliographie. (Sinologica Coloniensia 10) Steiner, Wiesbaden 1980
- Kaiser Qianlong (1711–1799) als Poet. (Sinologica Coloniensia 15) Steiner, Stuttgart 1993, 2. Aufl. Harrassowitz, Wiesbaden 2023
- Cui Lingqin und sein Traktat zu den höfischen Theater- und Unterhaltungskünsten des 8. Jh.s in China, Bd. I: Der Autor des Jiaofang ji. (Sinologica Coloniensia 20) Harrassowitz, Wiesbaden 1998
- Das schöne Mädchen Yingying. Erotische Novellen aus China. (Manesse Bibliothek der Weltliteratur) Manesse, Zürich 2001
- Chinesische Hunde und Hundenamen. In: Und folge nun dem, was mein Herz begehrt. Festschrift für Ulrich Unger zum 70. Geburtstag. (Hamburger Sinologische Schriften 8) Hamburg 2002, S. 93 ff.
- Hans Conon von der Gabelentz (1807–1874) und die Übersetzung des chinesischen Romans Jin Ping Mei. (Sinologica Coloniensia 24) Harrassowitz, Wiesbaden 2005
- Eine Episode im Leben von Franz Liszt: Die Familie Hans Conon von der Gabelentz in Altenburg. In: Archiv für Musikwissenschaft, 66. Jahrg., H. 4, 2009, S. 321–342
- Georg von der Gabelentz zum Gedenken: Materialien zu Leben und Werk. (Sinologica Coloniensia 32) Harrassowitz, Wiesbaden 2013
- Johann Adam Schall von Bell und die Geheimakten zum Gerichtsprozeß der Jahre 1664-1665 in China. (Sinologica Coloniensia 37) Harrassowitz, Wiesbaden 2021

Er verfasste ferner Arbeiten über die Kaiser Shunzhi, Kangxi,  Qianlong und Puyi, über Goethe und Heinrich Julius Klaproth, über Schamanismus der Qing-Zeit, chinesische Novellen und Romane, den Jesuitenmissionar Adam Schall von Bell, Volksballaden, chinesische Geheimakten, Walter Fuchs, Athanasius Kircher und Walther Stötzner.

### Als Herausgeber
- Das Leben Buddhas. Ein chinesisches Holzschnittfragment. Insel, Leipzig 1967, 5. Aufl. 1995 (Insel-Bücherei 870), ISBN 3-458-08870-9.
- Die chinesische Anthologie Wen-hsüan. (Verz. orientalischer Handschriften, Suppl. 11) Steiner, Wiesbaden 1968.
- Sinologica Coloniensia. Steiner, später Harrassowitz, Wiesbaden, seit 1972.
- Aetas Manjurica, Mitherausgeber, Wiesbaden, Harrassowitz.
- Chinesische Dramen der Yüan-Dynastie. Zehn nachgelassene Übersetzungen von Alfred Forke. Steiner, Wiesbaden 1978. Sinologica Coloniensia 6, 2 weitere Bände 1993.
- (Mit Ilse Reuter): Die Geschichte der chinesischen Musik. Schott, Mainz 2009.
- Jin Ping Mei 金瓶梅, chinesischer Roman. Übers. v. Hans Conon v. d. Gabelentz, herausgegeben und bearbeitet, Berlin, Staatsbibliothek, Teil I-X, 2005–2013; sowie Neuausgabe mit H. Walravens, Wiesbaden, Harrassowitz 2024.
- Mit Lutz Bieg, Hartmut Walravens: Der chinesische Roman Rou pu tuan 肉蒲團 in manjurischer Übersetzung der Berliner Handschrift aus der Zeit vor 1700. Staatsbibliothek zu Berlin, Neuerwerbungen der Ostasienabteilung, Sonderheft 27, Berlin, 2011.